# Tanana Valley Railroad
| \| \| \| \| \| \| \| Chena AK \| \| \| \| Fairbanks AK \| \| \| \| Ester AK \| \| \| \| Happy AK \| \| \| \| spätere Strecke nach Nenana \| \| \| \| Big Eldorado AK (anfangs McNeer) \| \| \| \| Carlson AK \| \| \| \| Fox AK \| \| \| \| Gilmore AK \| \| \| \| Ridgetop AK \| \| \| \| Olnes AK \| \| \| \| Little Eldorado AK \| \| \| \| Chatanika AK \| |  |                                  |                                  |
| |  |                                  |                                  |
| Kopfbahnhof Streckenanfang (Strecke außer Betrieb) |  | Chena AK                         | Chena AK                         |
| Spitzkehrbahnhof rechts (Strecke außer Betrieb) |  | Fairbanks AK                     | Fairbanks AK                     |
| Bahnhof (Strecke außer Betrieb) |  | Ester AK                         | Ester AK                         |
| Haltepunkt / Haltestelle (Strecke außer Betrieb) |  | Happy AK                         | Happy AK                         |
| Abzweig geradeaus und nach links (Strecke außer Betrieb) |  | spätere Strecke nach Nenana      | spätere Strecke nach Nenana      |
| Bahnhof (Strecke außer Betrieb) |  | Big Eldorado AK (anfangs McNeer) | Big Eldorado AK (anfangs McNeer) |
| Haltepunkt / Haltestelle (Strecke außer Betrieb) |  | Carlson AK                       | Carlson AK                       |
| Bahnhof (Strecke außer Betrieb) |  | Fox AK                           | Fox AK                           |
| Bahnhof (Strecke außer Betrieb) |  | Gilmore AK                       | Gilmore AK                       |
| Haltepunkt / Haltestelle (Strecke außer Betrieb) |  | Ridgetop AK                      | Ridgetop AK                      |
| Haltepunkt / Haltestelle (Strecke außer Betrieb) |  | Olnes AK                         | Olnes AK                         |
| Haltepunkt / Haltestelle (Strecke außer Betrieb) |  | Little Eldorado AK               | Little Eldorado AK               |
| Kopfbahnhof Streckenende (Strecke außer Betrieb) |  | Chatanika AK                     | Chatanika AK                     |

Die Tanana Valley Railroad (TVRR) ist eine ehemalige Eisenbahngesellschaft in Alaska (Vereinigte Staaten). Sie bestand als eigenständige Gesellschaft von 1904 bis 1917.

## Geschichte

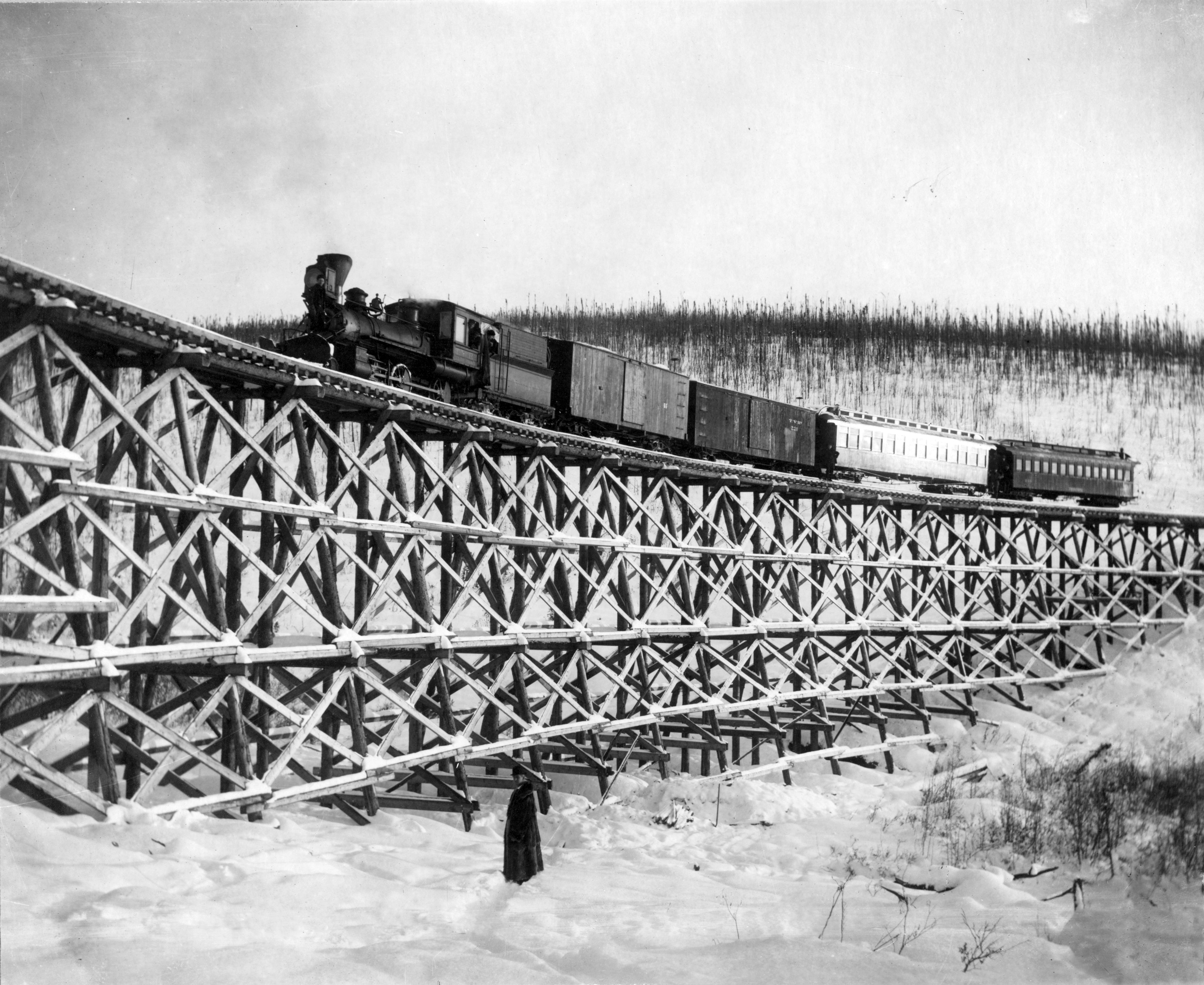
Zug der TVRR 1916

Nachdem um 1900 in den Gebieten um das heutige Fairbanks und nördlich von dort Gold gefunden wurde, zogen zahlreiche Schürfer und Arbeiter in das Gebiet. Um einen Transport der Personen und der Bodenschätze zu gewährleisten, planten Geschäftsleute aus Dawson (Yukon Territory) den Bau einer Eisenbahn vom Hafen Chena am Tanana River in die Schürfgebiete. Zu diesem Zweck gründeten sie 1904 die Tanana Mines Railway, die am 12. Dezember 1906 in Tanana Valley Railroad umgegründet wurde.
Bereits im Sommer 1904 hatte der Bau einiger Bahnanlagen in Chena begonnen. Aufgrund der unerwartet sumpfigen Bodenbeschaffenheit und den daraus resultierenden Schwierigkeiten beim Streckenbau kamen die Arbeiten bald ins Stocken. Am 4. Juli 1905 kam die erste Dampflokomotive der Bahn (Nr. 1) per Schiff in Chena an. Bis dahin mussten die Materialien mit Pferdewagen an das Streckenende gefahren werden.
Am 17. Juli 1905 konnte der erste Streckenabschnitt von Chena nach Fairbanks eröffnet werden. Die Spurweite betrug 914 mm (3 Fuß). Unmittelbar darauf setzte man den Streckenbau in Richtung Chatanika fort. Im September des Jahres war Gilmore erreicht. Nach der Umgründung in TVRR begann unmittelbar der Weiterbau von Gilmore nach Chatanika, der am 29. September 1907 abgeschlossen wurde.
Am Ende des Geschäftsjahres 1909/10 verfügte die Bahngesellschaft über vier Lokomotiven, vier Personen- sowie 26 Güterwagen.

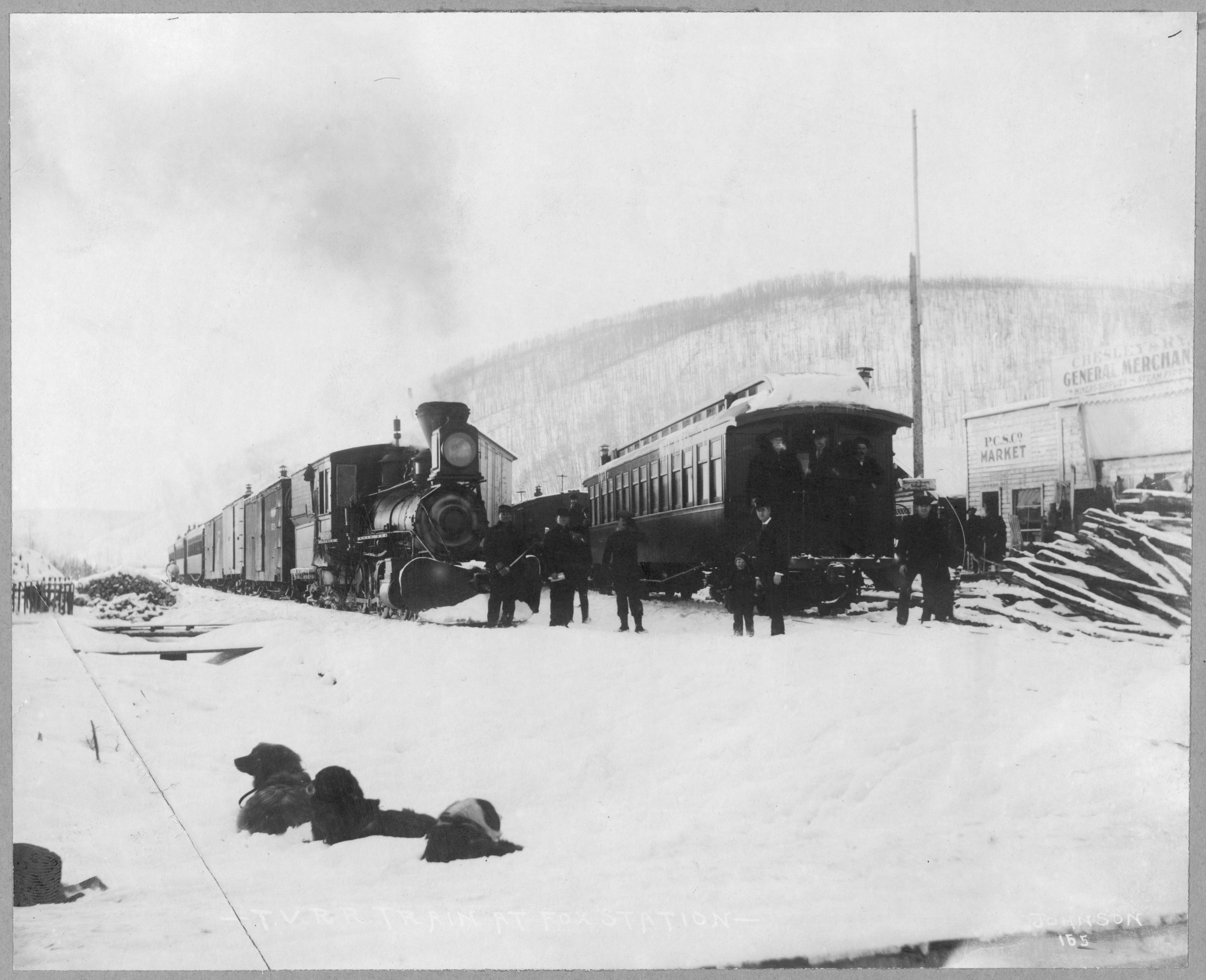
Zugkreuzung in Fox 1916

Bis etwa 1910 lief der Betrieb der Bahn reibungslos und profitabel. Ab dieser Zeit wurden jedoch immer mehr Transporte auf die Straße verlagert und die Beförderungszahlen gingen zurück. Der Hafen in Chena verlor schnell an Bedeutung und 1915 wurde der Bahnbetrieb nach Chena eingestellt. Schließlich übernahm die Alaska Engineering Commission am 31. Dezember 1917 die Bahn. Sie war dabei, die normalspurige Strecke Fairbanks–Seward zu bauen, hatte aber aufgrund mehrerer anstehender Brückenbauten noch einige Jahre damit zu tun. Also baute sie stattdessen bis zum 7. November 1919 eine neue Strecke nach Nenana, die in Happy von der TVRR-Strecke abzweigte. Diese sollte später Bestandteil der Hauptstrecke werden. Zunächst verwendete man die Schmalspur, spurte die Strecke jedoch bis Anfang Juni 1923 auf Normalspur um, nachdem die übrige Strecke fertiggestellt war. Zwischen Happy und Fairbanks baute man eine dritte Schiene ein.
Der Betrieb zwischen Fairbanks und Chatanika konnte noch bis zum 1. August 1930 aufrechterhalten werden. 1931 wurde die Strecke unter Führung des Bauingenieurs James W. Dalton abgebaut. Damit endete der schmalspurige Bahnbetrieb in Fairbanks.